# 马克维莱尔
马克维莱尔（法語：Mackwiller，法語發音：[makvilɛʁ] ⓘ；莱茵法兰克语：Màckwiller）是法国下莱茵省的一个市镇，属于萨韦尔讷区。

## 地理
马克维莱尔（48°55'34"N, 7°10'31"E）面积9.02 平方千米，位于法国大東部大區下莱茵省，该省份为法国大陆部分最东部的省份，是阿尔萨斯的一部分，今与上莱茵省组成了阿尔萨斯欧洲集体，其南至上莱茵省，西南接孚日省和默尔特-摩泽尔省，西接摩泽尔省，北与德国接壤。
与马克维莱尔接壤的市镇（或旧市镇、城区）包括：阿当斯维莱、迪默林根、东费塞、洛伦岑、雷克辛根、里姆斯多夫、塔勒德吕林根、瓦尔当巴克。
马克维莱尔的时区为UTC+01:00、UTC+02:00（夏令时）。

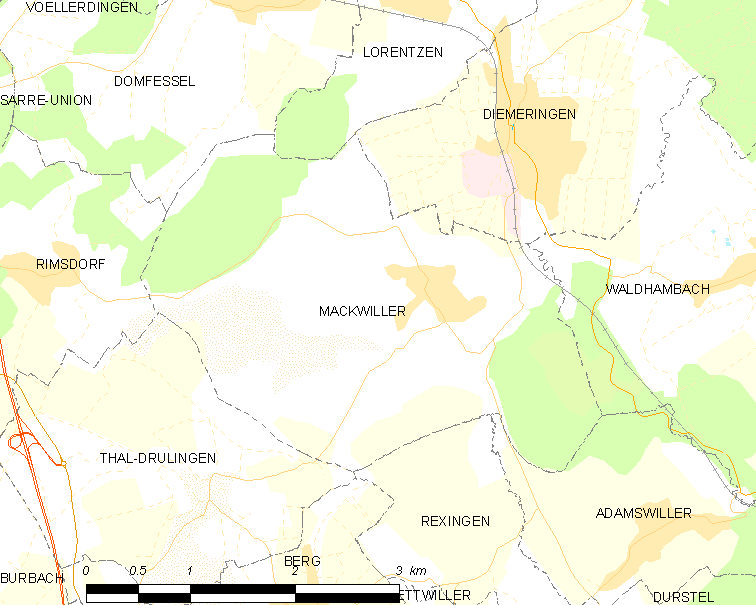
马克维莱尔的OSM定位图

## 行政
马克维莱尔的邮政编码为67430，INSEE市镇编码为67278。

## 政治
马克维莱尔所属的省级选区为英维莱尔县。

## 人口

1962-2008年间马克维莱尔人口变化图示

马克维莱尔于2022年1月1日时的人口数量为525人。